# Аш
Аш (чеш. Aš, нем. Asch) — город на западе Чехии, расположен на границе с Германией.

## Название
В исторических документах Аш называется Ascha, Asche. Древнейший известный вариант названия — Aska. Название города произошло от немецкого названия хариуса (нем. die Äsche), изображённого на гербе города. Слово «Asche» (нем. пепел) не связано с названием города.
Настоящее название города происходит от немецкого слова «Asch». Это название использовалось в качестве официального до конца Второй мировой войны, позже — параллельно с чешской версией Аш. После депортации немцев из Чехословакии было принято решение, что муниципалитеты с немецкими названиями будут переименованы. Одним из предлагавшихся чешских вариантов переименования города был «Дукла», но в конечном итоге город сохранил название «Аш».

## История
Аш был основан на славянских землях в XI веке. В 1270 году местный костёл перешёл во владение Тевтонского ордена. Это первое сохранившееся письменное упоминание об Аше. Собственно, город впервые упоминается в исторических источниках в 1281 году, когда римский король Рудольф Габсбург отдал Аш в залог фогту Генриху фон Плауэну. В 1331 году Аш и город Зельб были отданы королём Яном Люксембургским в залог роду фон Плауэн, затем Аш перешёл во владение панов из Нюрнберга.

### XX век
В 1904 году в городе Аш была создана профессиональная текстильная школа. В 1924 году в городе было уже более 120 ткацких фабрик и 13 красилен. Аш стал мощным промышленным центром. Богатство фабрик города поддерживало пропаганду Конрада Генлейна, что привело к укреплению его судето-немецкой партии и захвату власти в округе.
После съезда 5 мая 1938 года, в котором приняли участие 21 тыс. человек, ненемецкое население стало покидать город. Из-за местных нацистов, которые постепенно захватывали власть в регионе с центром в городе Аше, город Аш был занят подразделениями Фрайкора и де-факто присоединён к Третьему Рейху ещё до подписания Мюнхенского договора, в ночь с 21 на 22 сентября 1938 года. Чешские полицейские были разоружены чешскими чиновниками и немецкими националистами, а затем были доставлены в Бад-Эльстер. 3 октября 1938 года в город вошли войска Вермахта.

#### Вторая мировая война и послевоенное время
Во время Второй мировой войны ситуация не только в Аше, но и во всей области значительно ухудшилась. Текстильная промышленность производила меньше из-за уменьшения населения, и немецкие власти постепенно прекратили новое строительство в городе. 20 апреля 1945 года город был оставлен немецкими войсками. Несмотря на то, что некоторые заводы были переданы государству или в руки новых чешских поселенцев, невозможно было держать все заводы в эксплуатации. Закрылись многие фабрики. Реорганизация текстильных фабрик в Аше продолжалась до 50-х годов XX-го века.
В 1960 году евангелическая церковь, один из ценных памятников города, сгорела. В течение 60 лет в Аше было снесено большое количество старых домов, которые были заменены панельными домами. В то время население также перестало сокращаться, а в 1970 году в Аше уже проживало 11 620 человек. В течение 70-х и 80-х годов в городе было построено большое количество новых домов, но также были отремонтированы и старые постройки. Также были построены магазины, места для занятий спортом и новый железнодорожный вокзал.
Бархатная революция в 1989 году ознаменовала окончание «текстильной эры» города Аш. В 90-х начали постепенно исчезать все местные заводы. От полного банкротства город спасло открытие пограничного перехода в Германию. Был построен новый таможенный комплекс, в котором располагались чешские и немецкие таможенные власти. Аш постепенно становился интересным местом для туризма, куда ездили многие немцы.

### XXI век
Вступление в XXI век ознаменовало новую строительную эру для города. В центре города появилось множество новых современных полифункциональных домов. В период с 2004 по 2009 год город прошёл пять этапов реконструкции дорожной и парковочной инфраструктуры. Был построен торгово-развлекательный центр.
В 2003 году здание старой ратуши было полностью реконструировано, и в него впоследствии переехала городская администрация. В окрестностях был построен памятник сгоревшей церкви, рядом с которой также стоит единственный памятник Мартину Лютеру в Чехии. Были изменены парки, историческая смотровая башня в городе. Маленькие магазины заменили универмагами. В 2008 году начался ремонт большого количества панельных домов, который продолжался до 2010 года.
В 2013—2014 годах была проведена реконструкция заброшенных немецких памятников. В 2013 году были реконструированы мемориалы Фридриха Яна и Теодора Кёрнера. В 2014 году памятники Фридриха Шиллера и Густава Гейпеля. В 2014 году также была завершена реконструкция площади Гёте и восстановлен фонтан со статуей поэта.

## Население
| Год  | Численность | Численность |
| ---- | ----------- | ----------- |
| 1869 | 13 888      | [ 5 ]       |
| 1880 | 13 209      | [ 1 ]       |
| 1890 | 19 885      | [ 5 ]       |
| 1900 | 23 737      | [ 5 ]       |
| 1910 | 27 772      | [ 5 ]       |
| 1921 | 24 618      | [ 5 ]       |
| 1930 | 22 930      | [ 1 ]       |
| 1950 | 10 784      | [ 1 ]       |
| 1961 | 11 209      | [ 5 ]       |
| 1970 | 12 843      | [ 5 ]       |
| 1980 | 12 925      | [ 5 ]       |
| 1991 | 12 285      | [ 5 ]       |
| 2001 | 12 584      | [ 5 ]       |
| 2011 | 12 643      | [ 5 ]       |
| 2013 | 13 076      | [ 6 ]       |
| 2014 | 13 163      | [ 7 ]       |
| 2016 | 13 190      | [ 8 ]       |
| 2017 | 13 227      | [ 9 ]       |
| 2018 | 13 245      | [ 10 ]      |
| 2019 | 13 210      | [ 11 ]      |
| 2020 | 13 182      | [ 12 ]      |
| 2021 | 13 105      | [ 13 ]      |
| 2022 | 12 483      | [ 14 ]      |
| 2023 | 12 804      | [ 15 ]      |
| 2024 | 12 783      | [ 3 ]       |

## Достопримечательности
Архитектура:
- Ратуша в стиле барокко (1733). В 1814 году в ратуше был сильный пожар, однако в 1816 году её полностью восстановили. Позже к ратуше был построен ещё один этаж. В XX веке ратуша прошла комплексную реконструкцию, затем в ней была библиотека. С 2003 года здание снова стало выполнять функцию городской ратуши.
- Музей города Аш был основан в 1892 г., сейчас он расположен в здании на Микулашской улице. В музее имеется коллекция 25 000 пар перчаток со всей Европы.
- Костёл святого Николая — римско-католический храм, строительство которого закончили в 1871 г.
- Салва Гурадиа (Salva Guradia) — каменный рельеф с изображениями императорских символов, удостоверяющий факт освобождения города Аш от повинности размещения войск. Рельеф находится в Ашском музее.
- Смотровая башня на холме Гай была построена в 1902–1903 гг. Архитектором башни был В. Крейс. Высота башни 36 м.
- Евангелическая церковь Святой Троицы всегда была самой известной достопримечательностью Аша. Церковь была построена в 1747–1749 гг., в строительстве принимало участие 2500 человек. Гражданин Аша Густав Гейпель на свои средства купил для церкви самый большой орган, имевшийся в те времена в Западной Чехии. Церковь сгорела дотла при реконструкции в 1960 г. Позже было убрано и то, что осталось от пожара. В 2003 г. на месте церкви было организовано памятное место.

Памятники и мемориалы:
- Памятник Иоганну Гёте возведён в 1932 г. Находится на площади Гёте. Его дизайнером был Йоханнес Ватзал.
- Памятник Мартину Лютеру создан в 1883 г. Это единственный памятник Лютеру во всей Чехии. Архитектор памятника — Й. Рёсснер.
- Мемориал жертвам Первой мировой войны (обелиск) находится на кладбище города Аша.
- Мемориал жертвам Второй мировой войны (обелиск) также находится на местном кладбище.
- Мемориал советским воинам, помогавшим освобождать приграничные зоны у Аша, также находится на кладбище.
- Мемориал Эдварду Бенешу находится на Окружной улице, перед зданием начальной школы.
- Мемориал памяти освобождения Аша американскими войсками стоит на границе площади Масарика и Парка мира.
- Памятник Гейпелю. Густав Гейпель был гражданином довоенного Аша, промышленником и меценатом, даровавшим городу большие земельные территории и пожертвовавшим ему много средств. Памятник был открыт в 1924 г. на Окружной улице.
- Памятник Карлу Теодору Кёрнеру, немецкому писателю, драматургу и поэту-патриоту, герою Освободительной войны. Находится в парке около смотровой башни.
- Памятник Ягну находится в парке около смотровой башни. Ягн — спортсмен Аша, живший в городе до войны.

## Города-побратимы
- Плауэн, Германия